# Мозамбик на летних Олимпийских играх 2000
Мозамбик принимал участие в Летних Олимпийских играх 2000 года в Сиднее (Австралия) в шестой раз за свою историю, и завоевал одну золотую медаль. Сборную страны представляли 5 спортсменов, в том числе 3 женщины. Это первая золотая и последняя на настоящий момент олимпийская медаль Мозамбика.

## Золото
Лёгкая атлетика, женщины, 800 метров — Мария Мутола.